# Оноприенко, Евгений Фёдорович
Евге́ний Фёдорович Оноприе́нко (11 декабря 1925, с. Балты, Курская область — 31 октября 1997, Киев) — советский и украинский киносценарист, кинодраматург. Заслуженный деятель искусств УССР (1986).

## Биография
Родился 11 декабря 1925 года в селе Балты Курской области РСФСР.
Участник Великой Отечественной войны с августа 1943 года. Воевал связистом в составе 4-го Украинского фронта. Участвовал в освобождении Донбасса, битве за Днепр. Во время Никопольско-Криворожской военной операции в январе 1944 года получил тяжелейшее ранение. Полгода лечился в госпиталях и летом 1944 года был демобилизован по состоянию здоровья.
Член КПСС с 1954 года.
- 1946—1948 — учёба в Артёмовском учительском институте.
- 1948—1949 — работа в школе преподавателем физкультуры, инспектором в отделе народного образования.
- 1949—1954 — учёба на сценарном факультете ВГИКа.
- с 1954 года — редактор (затем — главный редактор) Молдавской киностудии «Кинохроника»[1], «Молдова-филм», редактор и сценарист Киевской киностудии имени А. П. Довженко.

Умер от рака 31 октября 1997 года в Киеве, где и похоронен на Байковом кладбище.

### Семья
Жена — актриса Маргарита Криницына. Дочь — сценарист, кинорежиссёр Алла Сурина.

## Фильмография
- 1957 — Гори, моя звезда
- 1959 — Катя-Катюша
- 1961 — Сейм выходит из берегов
- 1961 — Случай в гостинице
- 1962 — Молчат только статуи
- 1967 — Ярость (в соавторстве с А. С. Сацким)
- 1968 — Разведчики
- 1968 — Большие хлопоты из-за маленького мальчика
- 1968 — К свету
- 1970 — Крутой горизонт
- 1970 — Смотреть в глаза
- 1972 — За твою судьбу
- 1973 — В бой идут одни старики (в соавторстве с Л.Ф. Быковым и А. С. Сацким)
- 1975 — Волны Чёрного моря (в соавторстве с Артуром Войтецким)
- 1976 — Праздник печёной картошки
- 1978 — Когда рядом мужчина
- 1978 — Предвещает победу
- 1980 — Поезд чрезвычайного назначения (в соавторстве с Л. С. Ямковым)
- 1980 — Кодовое название «Южный гром»
- 1982 — Если враг не сдаётся...
- 1982 — Женские радости и печали
- 1983 — Счастье Никифора Бубнова
- 1984 — Действуй по обстановке!
- 1987 — И завтра жить
- 1998 — Тупик (в соавторстве с А.А. Кокотюхой)
- 2007 — Чаклун и Румба